# Gerardo Unzueta
Gerardo Unzueta Lorenzana (Tampico, Tamaulipas, 3 d'octubre de 1925 - 10 de gener de 2016) va ser un dirigent social i polític, periodista i assagista mexicà.
Va estudiar arts plàstiques. Va participar en diversos moviments sindicals com l'agrari dels anys setanta, a més de ser pres durant el Moviment estudiantil a Mèxic de 1968 doncs simpatitzava amb el moviment. Va ser un dels fundadors del Sindicat de Treballadors de la Universitat Nacional Autònoma de Mèxic. Va ser diputat federal pel Partit Comunista Mexicà i la Coalició d'Esquerra de 1979 a 1982, pel Partit Socialista Unificat de Mèxic de 1982 a 1985 i de 1985 a 1988 i coordinador parlamentari del Govern del DF de 1997 a 2000.
Va dirigir La Voz de México, Oposición, Así es, La Unidad i 6 de Julio, òrgans de difusió del Partit Comunista Mexicà, el Partit Socialista Unificat de Mèxic, el Partit Mexicà Socialista i del Partit de la Revolució Democràtica, respectivament. Va editar i va col·laborar en les revesteixis Memoria y Coyuntura, va ser director del diari El Popular i columnista de El Universal des de 1985.

## Obres
- Lombardo Toledano y el marxismo-leninismo (1966)
- Sobre el problema estudiantil-popular, Cartas desde la prisión (1969)
- La concepción materialista de la historia: seis aspectos de la teoría marxista-leninista de la Revolución (1972)
- Partido Comunista Mexicano, Nuevo programa para la Revolución (1974)
- Crisis política y sucesión presidencial (1975)
- Comunistas y sindicatos (1977)
- Ocho puntos de vista sobre la teoría marxista del Estado (1993)
- La grande y el diablo (2001)
- La Julia y sus dos ataúdes (2004)